# Microhyla butleri
Microhyla butleri är en groddjursart som beskrevs av George Albert Boulenger 1900. Microhyla butleri ingår i släktet Microhyla och familjen Microhylidae. IUCN kategoriserar arten globalt som livskraftig. Inga underarter finns listade i Catalogue of Life.